# Земљотрес код Плава 2018.
Земљотрес код Плава је потрес који се догодио 4. јануара 2018. године у 11.46 часова по локалном времену, у Црној Гори, на око 7 km северозападно од града Плава.

## Одлике
Хипоцентар је био на 14 km дубине, а епицентар на планини Виситор. Магнитуда потреса била је 5.2 Рихтера, а интензитет око VII степени Меркалија. Епицентрална област обухватила је територију општина Плав, Гусиње, Беране и Андријевица. Овакви земљотреси могу изазвати мања до средња оштећења на објектима, док код старијих објеката штета може бити већа.

## Материјална штета
Земљотрес се осетио осим у Црној Гори и на простору Србије, Македоније и Албаније.

### Црна Гора
У епицентралном подручју је оштећено око 1000 стамбених објеката, углавном старијих по градњи. У Плаву су са кровова падале цигле и оштећени су димњаци, док је у Гусињу дошло до пуцања зидова на кућама. У Бијелом Пољу и Подгорици потрес је довео до подрхтавања нестабилних предмета. Услед потреса дошло је до одрона на путу Андријевица—Мурино, што је довело до привременог прекида у саобраћају.
| Општина     | Број оштећених објеката |
| ----------- | ----------------------- |
| Плав        | 1.000                   |
| Гусиње      | 150                     |
| Андријевица | 200+                    |
| Укупно      | 1.350+                  |

Највећа штета забележена је у месту Мурино и суседном селу Пепиће, где су скоро сви објекти претрпели мања или већа оштећења, а осам кућа је привремено расељено, због опасности по живот мештана.

### Регион
У Србији, потрес се осетио у највећем делу Старог Влаха и Рашке, Косова и Метохије и Шумадије на север најдаље до Београда, где је благог подрхтавања било на вишим спратовима стамбених зграда. Материјалне штете на територији Србије није било. Земљотрес се осетио и у северној Албанији, највише у региону око Скадра и Кукеша, али без пријављене материјалне штете. Потрес се осетио и у Македонији, у западном делу земље, у региону око Тетова, Гостивара и Скопља.